# Sadkî, Ostroh
Sadkî (în ucraineană Садки) este un sat în comuna Sianți din raionul Ostroh, regiunea Rivne, Ucraina.

## Demografie
Componența lingvistică a localității Sadkî
     Ucraineană (99,62%)
Conform recensământului din 2001, majoritatea populației localității Sadkî era vorbitoare de ucraineană (99,62%), existând în minoritate și vorbitori de alte limbi.